# Обстріли Овруча
Обстріли Овруча — це військові дії російських військ, які розпочалися біля міста Овруч Житомирської області 6 березня 2022 року під час вторгнення Росії в Україну 2022 року.

## Перебіг подій
Попередньо 3 березня 2022 року російські війська внаслідок російського вторгнення в Україну перейшли до оборонних дій у Волинському напрямку[уточнити] та намагались утримати позиції на рубежі Бігунь, Овруч, Пиріжки, Різня та Українка.
6 березня о 2:32 окупанти нанесли 3 бомбових удари по житловому секторі міста Овруч. Внаслідок авіаудару постраждали будинки в районі вулиць Святої Покрови та Миротворців. Загалом було пошкоджено 45 приватних осель, 5 з яких повністю зруйновані. Значних пошкоджень зазнали також 43 квартири в багатоповерховому будинку, приміщення центру дитячої та юнацької творчості, музичної школи та спортзалу ДЮСШ. Жертв та постраждалих немає. Для проведення пошуково-рятувальних робіт ДСНС залучила 2 одиниці техніки та 10 осіб. Впродовж дня було відновлено покрівлі в 14 будинках, налагоджено роботу електро- та газопостачання.
Близько 20:30 російські війська завдали ще 6 повітряних ударів. Внаслідок цього було вщент зруйновано будівлю Овруцького центру зайнятості. Також пошкоджень зазнали приміщення ЦНАПу, Овруцької міської лікарні, квартири у 8 багатоповерхових будинках, близько 5 приватних будинків, один з яких зруйнований повністю, ще 2 перебувають в аварійному стані.
Внаслідок прямого влучання в будинок загинула родина Можаровських — Марія та Володимир, а також Галина Карповець (мама Марії).